# 法国大学学位
法国大学学位（法語：Grade universitaire en France）分为四种：业士（法語：baccalauréat）、学士（法語：licence）、硕士（法語：master）和博士（法語：doctorat）学位。硕士学位是在1999年博洛尼亚进程时创立的，其他的三种学位则由拿破仑在建立法兰西帝国大学（法語：Université de France）时创立的（1808年3月17日的法案）。
法国的大学学位均为国家授予，需要由一名部长或部长授权的人（通常为大学区的学区长）签字。

## 种类
- 业士学位：高中毕业会考后获得
- 学士学位：一般在大学本科毕业获得
- 硕士学位：在大学完成硕士研究生学习的学生、得到工程师文凭的学生、在高等政治学院毕业的学生和高等商业学校毕业的学生可被授予硕士学位
- 博士学位：完成博士研究生论文并完成答辩的毕业生可被授予博士学位[3]

## 获得学位的过程
1. 学生完成注册
2. 大学区学区长或学校学校成立学位授予委员会
3. 考试或论文答辩
4. 学位授予委员会作出决定
5. 校长将学位委员会的决定提交给教育部（大学区）
6. 国家授予文凭（学区长签字）
7. 将文凭颁发给毕业生